# Кужарви
Кужарви — озеро на территории Паданского сельского поселения Медвежьегорского района Республики Карелии.

## Общие сведения
Площадь озера — 2 км². Располагается на высоте 191,0 метров над уровнем моря.
Форма озера продолговатая: вытянуто с северо-запада на юго-восток. Берега каменисто-песчаные, преимущественно возвышенные.
Из северо-западной оконечности озера вытекает безымянный водоток, протекающий озеро Екондъярви и втекающий с правого берега в реку Волому, впадающую в Сегозеро.
В озере не менее десятка безымянных островов различной площади, однако их количество может варьироваться в зависимости от уровня воды.
Код объекта в государственном водном реестре — 02020001111102000007604.